# 366
Het jaar 366 is het 66e jaar in de 4e eeuw volgens de christelijke jaartelling.

## Gebeurtenissen

### Italië
- 1 oktober - Paus Damasus I (r. 366-384) wordt gekozen als de 37e paus van Rome. Er ontstaat een twist over de opvolging, Liberius' aanhangers kiezen Ursinus als tegenpaus.

### Europa
- 2 januari - De Alemannen steken opnieuw in groten getale de Rijn over en vallen Gallië binnen. Ze veroveren de Elzas (Frankrijk) en het Zwitsers plateau.
- Keizer Valentinianus I benoemt Jovinus, generaal (magister equitum), tot bevelhebber van het Rijnleger en verslaat de Alemannen bij Châlons-sur-Marne.

### Klein-Azië
- Keizer Valens verslaat bij Thyateira (Frygië) het leger van Procopius. Hij wordt gevangengenomen en onthoofd. Hiermee wordt definitief de opstand onderdrukt.
- Marcellus, Romeins usurpator, verovert de havenstad Chalcedon (Bithynië) en laat zichzelf tot keizer uitroepen. Hij wordt op bevel van Valens geëxecuteerd.

## Overleden
- Abraham van Edessa, kluizenaar en heilige
- 24 september - Paus Liberius
- Marcellus, Romeins usurpator
- 27 mei - Procopius (40), Romeins usurpator